# Gilles Thiéblot
Gilles Thiéblot, né à Saint-Mandé le 26 décembre 1954, est un musicologue et conférencier français.
Il est l'auteur de monographies de compositeurs célèbres et a mené une carrière de professeur de formation musicale et de culture musicale dans plusieurs conservatoires de la Région parisienne, notamment au Conservatoire à rayonnement régional de Versailles de 2001 à 2019.

## Biographie
Parallèlement à des études de langue et de civilisation allemandes, Gilles Thiéblot a étudié l’histoire de la musique et l’esthétique au Conservatoire de Paris. Professeur de formation musicale et d’histoire de la musique, il enseigne cette dernière discipline au Conservatoire de Versailles de 2001 à 2019.
Il est régulièrement invité par le Conservatoire de Paris et de nombreux autres conservatoires comme membre de jury des concours de musique et intervient également auprès des étudiants des classes préparatoires du Lycée Fénelon à Paris et des candidats à l’agrégation de musique.
Il mène également une importante activité de conférencier et a organisé de nombreux concerts-lecture,,,,,,,.
Traducteur et rédacteur de textes musicologiques, il a produit une quinzaine d’émissions musicales sur la chaîne culturelle Espace 2 de la Radio suisse romande. Il est l’auteur de plusieurs monographies chez Bleu Nuit éditeur. La musique française de la période 1870-1940 constitue son centre principal de recherche.
Depuis novembre 2022, il est membre du Comité scientifique du Musée Eugène Carrière de Gournay-sur-Marne.

## Publications
Gilles Thiéblot a publié plusieurs monographies de compositeurs de la période 1870-1940, qui constitue son centre d’intérêt principal :
- Guillaume Lekeu, Paris, Bleu nuit, 2006 (OCLC 73800501)
- Édouard Lalo, Paris, Bleu nuit, 2009 (OCLC 730237307)[12].
- Georges Bizet, Paris, Bleu nuit, 2012 (OCLC 925295777)[8].
- Manuel de Falla, Paris, Bleu nuit, 2015 (OCLC 930439216)[4].
- Ernest Chausson, Paris, Bleu nuit, 2021  (ISBN 978-2-35884-102-3)
- Paul Dukas, Paris, Bleu nuit, 2022  (ISBN 978-2-35884-121-4)

Gilles Thiéblot est l'auteur de nombreuses notices discographiques et de nombreux textes de programmes de concerts. Il est également le préfacier de partitions musicales modernes, notamment celles de Jean-Baptiste Robin pour les éditions Gérard Billaudot (2018) (OCLC 1089205619).